# Aromanesos a Macedònia del Nord
Els aromanesos (en aromanès, armãnji; macedònic: аромани), anomenats sovint valacs (macedònic: Власи), són una minoria ètnica reconeguda a Macedònia del Nord per la constitució.
A Macedònia hi ha registrats uns 9,000 valacs que viuen a la part sud, prop de les muntanyes Pindos. Els aromanesos de Macedònia diuen que són cent mil. L'aromanès pot ser utilitzat als judicis, però no en el contacte amb el govern. Els noms aromanesos estan permesos i són inclosos en caràcters llatins als seus documents d'identitat (els eslaus macedonis escriuen els seus noms en ciríl·lic). 346 alumnes van demanar classes d'aromanès, i de 1995 ençà existeixen classes d'aquesta llengua (una hora a la setmana). Un diari aromanès (de nom Phoenix) va sortir el 1992, però va desaparèixer per manca de finançament. A la televisió es fa mitja hora de programació en aromanès a la setmana i una mica més a la ràdio. Els valacs tenen dos representants al consell parlamentari de relacions interètniques. Demanen la devolució dels edificis on hi va haver escoles aromaneses, més temps a ràdio i televisió, subsidis pel diari i l'establiment d'un bisbat aromanès que doni serveis religiosos en la seva llengua.